# فرودگاه محلی سوت آرکانزاس در گودوینفیلد
فرودگاه محلی سوت آرکانزاس در گودوینفیلد (به انگلیسی: South Arkansas Regional Airport at Goodwin Field) یک فرودگاه همگانی بهره‌برداری هوایی با کد یاتا ELD است که یک باند فرود آسفالت دارد و طول باند آن ۲۰۱۲ متر است. این فرودگاه در کشور ایالات متحده آمریکا قرار دارد و در ارتفاع ۸۴ متری از سطح دریا واقع شده است.